# Glaucia bella
Glaucia bella är en stekelart som beskrevs av Braga och Penteado-dias 2002. Glaucia bella ingår i släktet Glaucia och familjen bracksteklar. Inga underarter finns listade i Catalogue of Life.